# Harry Verheij
Arie Adriaan (Harry) Verheij (Amsterdam, 26 februari 1917 – 30 juni 2014) was een Nederlands politicus en verzetsstrijder. Hij was onder meer wethouder van Amsterdam. 

## Levensloop
Harry Verheij werd geboren als zoon van Adriaan Verheij en Maria Geertruida Helena Gouwerok in een sociaaldemocratisch milieu in de Amsterdamse wijk De Pijp. Na de Tweede Wereldoorlog nam hij de voornaam Harry aan; onder deze naam stond hij bekend in het verzet.
In februari 1941 raakte Verheij als trambestuurder betrokken bij de organisatie van de Februaristaking. Hij bleef actief in het verzet en werd lid van de illegale CPN.

### Politiek
Verheij werd in 1946 in het partijbestuur van de CPN gekozen. Voor diezelfde partij was hij van 1958 tot 1978 lid van de gemeenteraad van Amsterdam en van 1966 tot 1978 wethouder. Na Leen Seegers in 1945 en Ben Polak in 1946 was hij de derde communistische wethouder van Nederland.
Ook werd Verheij in Amsterdam loco-burgemeester. 
Samen met de toenmalige voorzitter van de gemeenteraadsfractie van de PvdA, Ed van Thijn, zorgde Verheij ervoor dat de tot dan toe gescheiden herdenkingen van de Februaristaking ('s ochtends door het gemeentebestuur en 's avonds door de communisten) vanaf 1968 één herdenking werd. In de tweede helft van de jaren tachtig speelde hij een belangrijke rol bij de totstandkoming van het Indisch Monument in Den Haag.
In 1969 speelde Verheij een belangrijke rol bij de fusie tussen de Amsterdamsche Schaakbond en de Hoofdstedelijke Schaakbond. Als dank voor zijn inspanningen werd Verheij benoemd tot erelid van de Schaakbond Groot-Amsterdam.
In 1991 was Verheij initiatiefnemer en voorzitter van de commissie die het plan voor het Bos der Onverzettelijken in Almere uitvoerde.
Harry Verheij, sportman in hart en nieren (voetbal, boksen, wielrennen), overleed in juni 2014 te Amsterdam, hij werd 97 jaar.
- International Standard Name Identifier: 0000 0000 7038 9796
- Nederlandse Thesaurus van Auteursnamen: 191489875
- Virtual International Authority File: 284182276
- WorldCat: E39PBJr7RpVd4cxcDDkYrGkRrq